# Barry Michael
Barry Michael (* 2. Juni 1955 in Watford, England Barry Michael Swettenham) ist ein ehemaliger australischer Boxer im Superfedergewicht und Linksausleger. 

## Profi
Am 23. April 1976 errang er gegen Andy Broome den australischen Meistergürtel. Im Juni 1985 bezwang er Lester Ellis nach Punkten und wurde dadurch Weltmeister des Verbandes IBF. Er verteidigte diesen Titel insgesamt dreimal in Folge, und zwar gegen Jin-Shik Choi, Mark Fernandez und Najib Daho. 1987 verlor er ihn an Rocky Lockridge durch Aufgabe in der 8. Runde und beendete daraufhin seine Karriere.